# (7973) Koppeschaar
(7973) Koppeschaar (1344 T-2) – planetoida z pasa głównego asteroid okrążająca Słońce w ciągu 4,86 lat w średniej odległości 2,87 j.a. Odkryta 29 września 1973 roku.